# Lisman (Alabama)
Lisman es un pueblo ubicado en el condado de Choctaw en el estado estadounidense de Alabama. En el censo de 2000, su población era de 653.

## Demografía
En el 2000 la renta per cápita promedia del hogar era de $ 20.333$, y el ingreso promedio para una familia era de 22.750$. El ingreso per cápita para la localidad era de 11.295$. Los hombres tenían un ingreso per cápita de 31.719$ contra 14.375$ para las mujeres.

## Geografía
Lisman está situado en 32°10′19″N 88°17′21″O / 32.17194, -88.28917 (32.172216, -88.289352)
Según la Oficina del Censo de los EE. UU., la ciudad tiene un área total de 2.54 millas cuadradas (6.57 km²).